# 楚楚林
48°26′10″N 25°10′4″E / 48.43611°N 25.16778°E
楚楚林（烏克蘭語：Цуцулин），是烏克蘭的村落，位於該國西部伊萬諾-弗蘭科夫斯克州，由科索夫區負責管轄，始建於1820年，面積5.89平方公里，2001年人口445，人口密度每平方公里75.6人。